# 勒代吕日
勒代吕日（法語：Le Déluge，法語發音：[lə delyʒ]）是法国瓦兹省的一个旧市镇，属于博韦区。2017年1月1日，勒代吕日与邻近的2个市镇合并为新市镇拉德雷讷，勒代吕日为新市镇行政中心。

## 地理
勒代吕日（49°17'49"N, 2°6'36"E）面积3.69 平方千米，位于法国上法蘭西大區瓦兹省，该省份为法国北部内陆省份，北起索姆省，西接厄尔省和滨海塞纳省，南至塞纳-马恩省和瓦兹河谷省，东临埃纳省。
与勒代吕日接壤的市镇（或旧市镇、城区）包括：勒库德赖叙泰勒、科尔贝伊塞尔、泰勒地区拉布瓦西耶尔、拉讷维尔多蒙、勒松拉拜。
勒代吕日的时区为UTC+01:00、UTC+02:00（夏令时）。

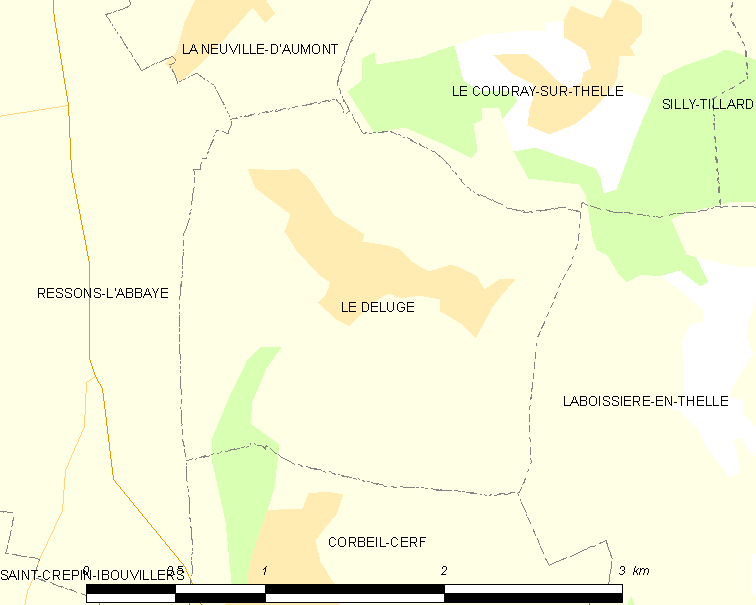
勒代吕日的OSM定位图

## 行政
勒代吕日的邮政编码为60790，INSEE市镇编码为60196。

## 政治
勒代吕日所属的省级选区为韦克桑地区肖蒙县。

## 人口

1962-2008年间勒代吕日人口变化图示

勒代吕日于2018年1月1日时的人口数量为564人。